# Cayo Inglés
Cayo Inglés es el nombre de una isla del mar Caribe o de las Antillas que pertenece a la República de Cuba. Se localiza en las coordenadas geográficas  21°37′26″N 81°15′51″O / 21.62389, -81.26417 entre Cayo Largo (oeste) y los Cayos de Dios y Cayo Trabuco (al este), mientras que por el norte se encuentra el Cayo Arenoso. Administrativamente pertenece a la provincia cubana de Matanzas.